# Carl Schnebel

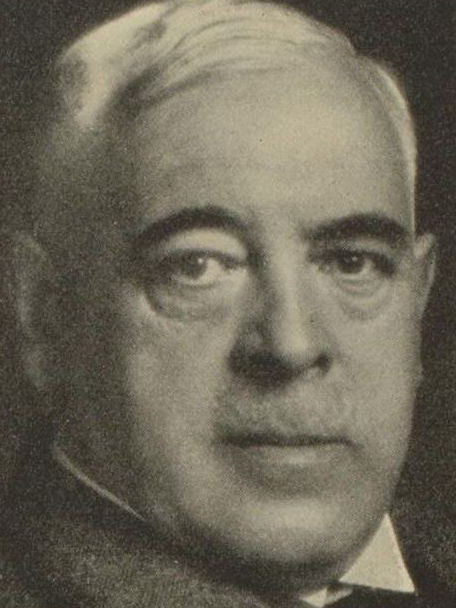
Carl Schnebel, um 1927

Carl Schnebel (* 26. März 1874 in Zabern; † nach 1942) war nach 1900 ein Berliner Pressezeichner, Karikaturist und Illustrator sowie Hauptschriftleiter der Berliner Illustrirten Zeitung.

## Leben
Schnebel war möglicherweise der Sohn des Eisenbahnbaumeisters Karl Schnebel (1841–1900), der sich im Jahr 1874 in Zabern im Elsass aufhielt. Er war ein Schüler von Normann in der Akademie in Berlin und war kurz nach der Jahrhundertwende von Hermann Ullstein, dem Sohn des Verlagsgründers des Ullstein Verlags, als „künstlerischer Beirat“ eingestellt worden, eine Position, die es bis dahin nicht gab. In den Ausstellungen der Berliner Secession stellte er einige Werke aus.
Gemeinsam mit Ernst Growald eröffnete er am 1. Oktober 1904 die „Plakat-Schule Growald & Schnebel“ am Kurfürstendamm Nr. 214. Als Voraussetzung für die Teilnahme mussten die Schüler „zeichnerisches Können“ mitbringen. Der Unterricht erstreckte sich über 3 Monate mit je vier Wochenstunden, wobei Vorträge, Lehr- und Übungskurse im Schreiben und Malen angeboten wurde.
In den 1910er Jahren entwickelte der Maler einen Farbenmessapparat, zu dem ein Farbenkreis gehörte. Diese Apparatur wurde am 2. Oktober 1911 in Weimar auf einer Ausschusssitzung des Deutschen Werkbundes vorgestellt. In der Beschreibung heißt es über den „Farbenharmonisierungsapparat“:

„Der patentierte Apparat besteht aus einem Farbenkreis von etwa 1 m Durchmesser, dessen Umfang in 96 Grade eingeteilt ist. Die Anordnung der Farben ist so getroffen, daß das Spektrum ringsum geht. Der größte mittlere Ring enthält, vom hellsten Ton in der Mitte beginnend, die reinsten Spektralfarben in Ausmischung
mit Weiß, dann folgen noch 4 weitere konzentrische Ringe von Ausmischungen mit Grau in verschiedener Tiefe. Für das Messen oder das Auffinden eines Farbtons wird eine Scheibe benutzt, aus der ein Sektor ausgeschnitten ist, der vom Zentrum aus in 45 Teile geteilt ist, durch Gradnummern und Sektornummern ist also jede Farbe bestimmbar.“

Er war ein bekannter Illustrator und Nestor der deutschen Pressezeichnung. Des Weiteren war er Begründer des Menzelpreises. Zuletzt war Schnebel Hauptschriftleiter der Zeitschrift Dame und der Berliner Illustrirte Zeitung. Am 31. März 1937 trat er in den Ruhestand. Ihn zu ehren und um besonders begabten Nachwuchs an Pressezeichnern und Illustratoren zu fördern, stiftete sein Verlag den Carl-Schnebel-Preis. Die Entscheidung über den Preisträger lag mindestens bis 1942 noch in den Händen Schnebels.

## Schriften (Auswahl)
- Das Narrenrad – Album fröhlicher Radfahrbilder. Das Narrenschiff, Berlin 1898 (archive.org – Illustrationen von Lyonel Feininger, Ernst Heilemann, Knut Hansen, Edmund Fürst, Edmund Edel, Carl Schnebel).
- Die Staffage : Motive für Architekten, Lithographen, Zeichner und Dilettanten. 1898 (mit Edmund Edel).
- Wir brauchen Illustratoren: ein ernstes Wort an unsere Akademien. Ullstein, Berlin 1912, OCLC 249296357.
- Das Buch der Handarbeiten: illustriertes Hausbuch für die Techniken der weiblichen Handarbeit. Verlag Ullstein & Co., Berlin 1913, OCLC 489014169 (mit Mizi Donner).
- Kreuzstichstickerei: Eine Anleitung zum Erlernen der Kreuzstichstickerei, Zopfstichstickerei, Holbeintechnik und Perlstickerei (= Ullstein-Handarbeitsbücher. Band 4). Verlag der Ullstein-Schnittmuster, Berlin 1922, OCLC 72744352 (mit Margarete Lang).

## Carl-Schnebel-Preis

Carl-Schnebel-Preis

Der Carl-Schnebel-Preis wurde 1939 erstmals vom Deutschen Verlag für „eine hervorragende illustrative oder pressezeichnerische Leistung ernsten oder heiteren Charakters“ in den Veröffentlichungen der letzten 12 Monate des Verlages vergeben. Der Preis wurde jährlich im Juli verliehen, 1939 allerdings zweimal, da seit dem Ausscheiden Schnebels aus dem aktiven Geschäft bereits zwei Jahre vergangen waren und 1938 noch kein Preis vergeben wurde.
Die Entscheidung über die Träger des Preises übertrug der Deutsche Verlag Schnebel selbst. Der Preis war mit einer Prämie von 2000 Reichsmark dotiert.
Preisträger (Auswahl)
- 1940: Helmuth Ellgaard
- 1942: Walter Gotschke

Carl-Schnebel-Preis für Helmuth Ellgaard
Anschreiben
Präambel
Urkunde
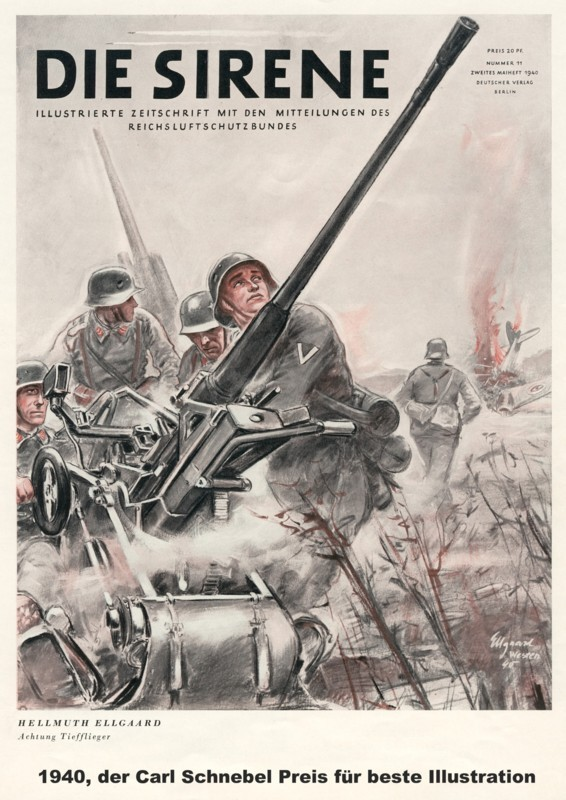
Siegerzeichnung